# Diódoro Carrasco Palacios
Diódoro Carrasco Palacios (Huajuapan de León, Oaxaca, 9 de abril de 1927-Oaxaca de Juárez, Oaxaca, 10 de noviembre de 2001) fue un político mexicano, integrante del Partido Revolucionario Institucional (PRI). Fue en tres ocasiones diputado federal.

## Biografía
Tuvo estudios comerciales en el Instituto de Ciencias y Artes de Oaxaca. Contrajo matrimonio con Alma Altamirano Vázquez, su hijo Diódoro Carrasco Altamirano, fue senador, gobernador de Oaxaca de 1992 a 1998 y secretario de Gobernación de 1999 a 2000.
Fue presidente municipal de San Juan Bautista Cuicatlán en 1953, de ese mismo año al de 1956 fue diputado al Congreso del Estado de Oaxaca. En 1964 fue postulado candidato del PRI a diputado federal suplente por el Distrito 5 de Oaxaca y siendo candidata propietaria Justina Vasconcelos de Berges, resulantado elegido para la XLVI Legislatura que concluyó en 1967, y en la que no fue llamado a ejercer el cargo en propiedad.
En 1967 fue postulado candidato propietario por el mismo distrito, siendo elegido a la XLVII Legislatura que tuvo su término constitucional en 1970. Al terminar este cargo en 1970, fue a su vez postulado candidato a Senador por Oaxaca en segunda fórmula, siendo candidato propietario Gilberto Suárez Torres; resultaron elegidos para el periodo de 1970 a 1976 que corresponden a las Legislaturas XLVIII y XLIX, sin haber ejercido tampoco dicho cargo.
De 1968 a 1973 fue secretario general de la Liga de Comunidades Agrarias y Sindicatos Campesinos de Oaxaca, sección en el estado de a Confederación Nacional Campesina (CNC), y de 1970 a 1974 fue secretario de Acción Agraria de la Confederación Revolucionaria de Obreros y Campesinos (CROC). En 1973 fue por segunda ocasión candidato a diputado por el Distrito 5 y resultó nuevamente elegido para la XLIX Legislatura que conluyó en 1976; de 1980 a 1982 fue jefe de Agroindustria de la Compañía Nacional de Subsistencias Populares (CONASUPO).
Fue por tercera y última ocasión candidato a diputado federal por el mismo distrito en 1988 y elegido para la LIV Legislatura de ese año al de 1991.  En 1992 su hijo asumió la gubernatura de Oaxaca. Diódoro Carrasco Palacios falleció en la ciudad de Oaxaca el 10 de noviembre de 2001, a causa de un mal cardíaco. Sus restos mortales descansan en el Panteón Municipal de San Juan Bautista Cuicatlán.